# Puthencruz
Puthencruz es una ciudad censal situada en el distrito de Ernakulam en el estado de Kerala (India). Su población es de 22378 habitantes (2011). Se encuentra a 65 km de Cochín.

## Demografía
Según el censo de 2011 la población de Puthencruz era de 22378 habitantes, de los cuales 11014 eran hombres y 11364 eran mujeres. Puthencruz tiene una tasa media de alfabetización del 94,94%, superior a la media estatal del 94%: la alfabetización masculina es del 96,91%, y la alfabetización femenina del 93,04%.